# 拉斐特堂区 (路易斯安那州)
拉法葉堂區（英語：Lafayette Parish）是美國路易斯安那州中南部的一個堂區。面積700平方公里。根據2020年美国人口普查，共有人口241,753，数据相比2010年美國人口普查（221,578）有所上升。治所拉法葉 (Lafayette)。成立於1823年。

## 名称起源
堂區名是为了紀念在美國獨立戰爭中给予美方重大帮助的。